# Gražina Tautvaišienė
Gražina Tautvaišienė, née le 20 novembre 1958 à Kaunas, est une astronome et astrophysicienne lituanienne,, vice-présidente de l'Union astronomique internationale de 2024 à 2027. Elle est connue pour ses travaux sur les phénomènes de mélange dans l'atmosphères des étoiles évoluées et sur l'évolution chimique de la Voie lactée.

## Éducation et activités professionnelles
Gražina Tautvaišienė est diplômée de l'Université de Vilnius en 1982. Depuis 1982, elle travaille à l'Institut de physique théorique et d'astronomie de l'Université de Vilnius. De 1998 à 2003 puis de 2013 à 2018, elle est directrice adjointe de l'institut, et de 2003 à 2013 et depuis 2018, elle en est la directrice.
Elle enseigne à l'Université pédagogique de Vilnius en 1994, 1996, 1998 et 2000, puis à l'Université de Vilnius de 2003 à 2005 et à l'Université Vytautas-Magnus de 2004 à 2007.
Elle effectue des stages à l'Institut nordique de physique théorique (Danemark) entre 1994 et 1998, à Oulu (Finlande) en 1995, 1998 et 2001, à l'université de Washington en 1997 puis à l'université du Sussex en 2002.
Elle obtient une habilitation en physique en 2002 et devient chercheuse principale la même année. En 2003, elle devient professeure et chef de l'observatoire astronomique.
Elle est par ailleurs vice-présidente de la Société lituanienne de physique depuis 2007.

### Au sein de l'Union astronomique internationale
Elle est membre de l'Union astronomique internationale depuis 1994 et en est une des vice-présidents de 2024 à 2027,.
De 2003 à 2009, elle est membre du comité d'organisation de la commission 36 « Théorie des atmosphères stellaires ».
Elle est membre du Comité spécial de nomination de 2006 à 2009 puis de 2018 à 2021.
Jusqu'en 2012, elle membre de la Division IV « Étoiles » et de la Division IX « Techniques optiques et infrarouges ». Elle est plus particulièrement membre du comité d'organisation de la Division IX « Techniques optiques et infrarouges » de 2009 à 2012.
De 2012 à 2015, elle est membre de la Commission 37 « Amas et associations stellaires » et de la Commission 55 « Communiquer l'astronomie avec le public » (2012-2015). Elle est également membre de la Commission 29 « Spectres stellaires » jusqu'en 2015.
De 2015 à 2018, elle est membre du comité d'organisation de la Commission G3 « Évolution stellaire ».
Elle est membre du comité d'organisation de la Commission H1 « L'univers local » depuis 2018. Elle en est vice-présidente de 2018 à 2021, présidente de 2021 à 2024 puis conseillère depuis 2024.
De 2021 à 2024, elle est membre du comité directeur de la Division H « Matière interstellaire et univers local ».
En 2024, elle est par ailleurs membre de la Division C « Éducation, vulgarisation et patrimoine », de la Division G « Étoiles et physique stellaire », de la Commission G3 « Évolution stellaire », de la Commission G5 « Atmosphères stellaires et planétaires », de la Division H « Matière interstellaire et univers local » et de la Commission H1 « L'univers local ».
Elle a également été coordonnatrice nationale de vulgarisation.

## Recherche scientifique
Elle est connue pour ses travaux sur les phénomènes de mélange dans l'atmosphères des étoiles évoluées et sur l'évolution chimique de la Voie lactée. Ses travaux scientifiques les plus importants concerne la recherche et la modélisation théorique de l'évolution chimique des galaxies et des étoiles. Elle a été, avec d’autres, parmi les premiers au monde à réaliser des simulations détaillées de l’évolution chimique de la Galaxie. Elle est pionnière dans la recherche astrospectroscopique en Lituanie. Elle a publié plus de 100 articles scientifiques.

## Honneurs
Elle remporte (avec d'autres) le Prix scientifique lituanien (lt) en 2003.
L'astéroïde (135561) Tautvaisiene est nommé en son honneur.